# Mariz Kemal
Mariz Kemal, született Raisza Sztyepanova Kemajkina, oroszul: Маризь Кемаль / Раиса Степановна Кемайкина (Maloje Mareszevo, 1950. augusztus 13. –) erza költő, író, újságíró, közéleti személyiség, az erza hímzés mestere.

## Életútja
1950. augusztus 13-án a mordvinföldi Maloje Mareszevo faluban született földműves szülők gyermekeként. A Mordvin Állami Egyetem Filológia Karán szerzett diplomát. 1972 és 1975 között tanítóként dolgozott szülőfalujában. 1975 nyarán Szaranszkba költözött, és két évig az Erzjany Pravda újságírója volt. Ezt követően hét és fél évig a Mordvin ASZSZK Puskin-könyvtárában dolgozott. 1985 és 1988 között a Szjatko folyóirat költészeti rovatának vezetője volt, majd 1989-ben átvette a Csiliszema erza gyermeklap vezetését. Kritikai cikkeket írt az erza nép kultúrájáról, vallásáról és hagyományairól, amelyek a Szjatko, a Csiliszema és az Erzjany Masztor újságokban jelentek meg.

## Munkássága
1980-ban jelentek meg első versei. A Szjatko augusztusi számában jelent meg a "Эйкакшчинь лавсь" (A gyermekkor bölcsője) című költeménye. 1987-ben három másik szerzővel közösen válogatás verseskötete jelent meg. Első önálló verseskötete 1988-ban jelent meg "Лавсь" (A bölcső) címmel, amely gyermek- és serdülőkorból származó emlékeket tartalmazott. 1994-ben megjelent második "Штатол" (A gyertya) verseskötete az erzák sorsával foglalkozott. Versei 1998-ban jelentek meg Észtországban a "Ниле ават – ниле морот"' (Négy nő, négy dal) című verseskötetben. 2007-ben kiadta a "Ашо нармунть" (Fehér madarak) című verseskötetet.
Az erzák történetének és kultúrájának sokéves tanulmányozása után adta ki a Евксонь кужо (Tündérmese rét) mesekönyvet és a Сынь ульнесть эрзя (Erzák voltak) című életrajzi kötetet az erza nép ismert tagjairól. 1989-ben a Masztorava kulturális és oktatási társaság egyik alapítója, valamint első titkára lett. 1993-tól 1997-ig az Erzjava női mozgalom alapítója és vezetője volt. 1996 óta az Orosz Írószövetség tagja.

## Művei
Verseskötetek
| Eredeti cím            | A cím fordítása   | Megjelenés helye | Ideje |
| ---------------------- | ----------------- | ---------------- | ----- |
| Лавсь                  | A bölcső          | Szaranszk        | 1988  |
| Штатол                 | A gyertya         | Szaranszk        | 1994  |
| Ниле ават – ниле морот | Négy nő, négy dal | Tallinn          | 1998  |
| Ашо нармунть           | Fehér madarak     | Szaranszk        | 2007  |

Mesekönyv
| Eredeti cím  | A cím fordítása | Megjelenés helye | Ideje |
| ------------ | --------------- | ---------------- | ----- |
| Евксонь кужо | Tündérmese rét  | Szaranszk        |       |

Életrajzok, erza néprajz
| Eredeti cím                 | A cím fordítása                    | Megjelenés helye | Ideje |
| --------------------------- | ---------------------------------- | ---------------- | ----- |
| Сынь ульнесть эрзя          | Erzák voltak                       | Szaranszk        | 2014  |
| Котова таргазь монь палям … | A ruhám hat szalaggal van hímezve… | Szaranszk        | 2019  |

## Fordítás
Ez a szócikk részben vagy egészben  a(z)   Маризь Кемаль című orosz Wikipédia-szócikk ezen változatának fordításán alapul.  Az eredeti cikk szerkesztőit annak laptörténete sorolja fel. Ez a jelzés csupán a megfogalmazás eredetét és a szerzői jogokat jelzi, nem szolgál a cikkben szereplő információk forrásmegjelöléseként.